# Зырянка (приток Камы)
Зыря́нка (в верховье — Извер) — река в Пермском крае, левый приток Камы, в районе города Березники.

## География и гидрология

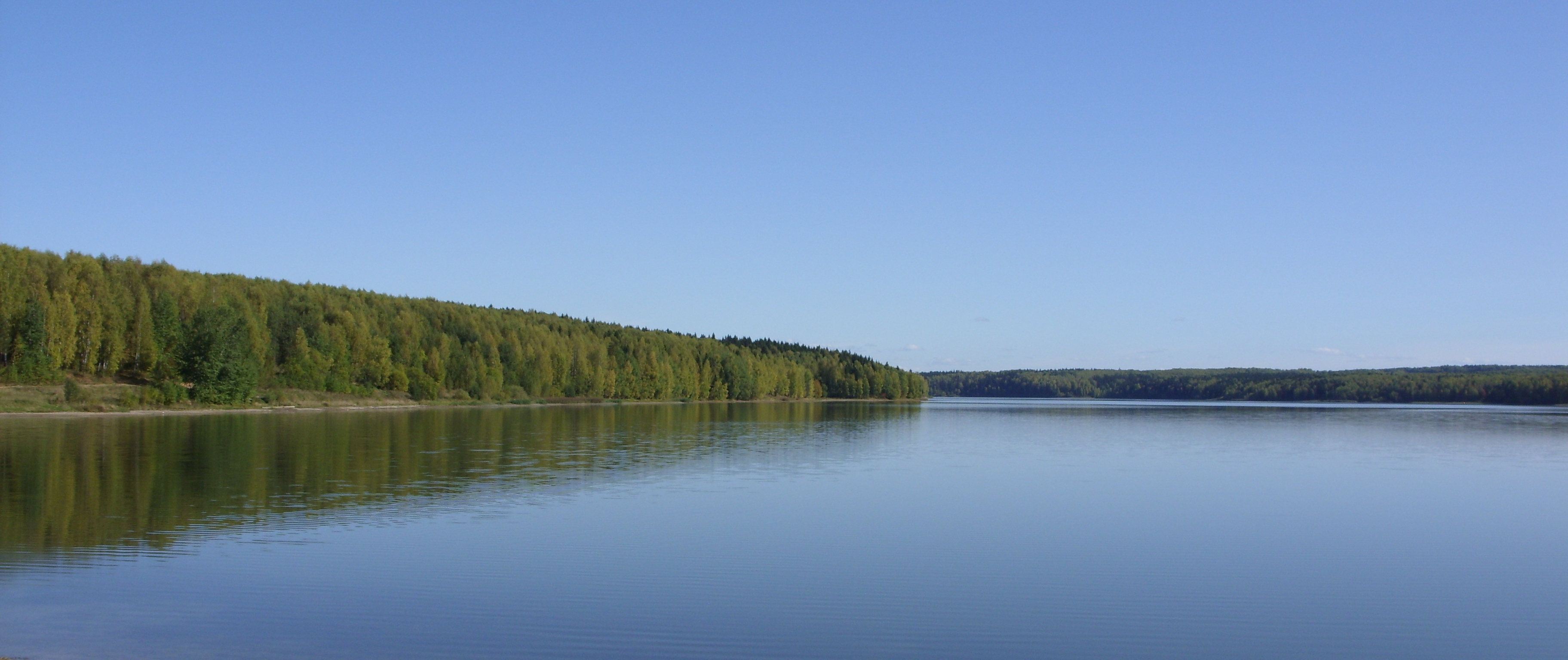
Второй пруд, р. Зырянка, р-н г. Березники

Длина реки 53 километра (с рекой Извер), площадь поверхностного водосбора — 365 км². На реке имеются несколько проездных плотин, через неё переброшены автомобильные и один железнодорожный мост. В городской черте Березников на реке создано Нижне-Зырянское водохранилище, ранее называвшееся Сёминский, или Первый, пруд (по деревне Сёмино, вошедшей в состав города Березники). Выше по течению, в районе БРУ-2 ОАО «Уралкалий», на Зырянке создано Верхне-Зырянское водохранилище (Второй пруд).
После создания Камского водохранилища река более не впадает в Каму, так как бывшая приустьевая часть Зырянки располагается ниже подпорного уровня водохранилища, эта территория защищена от затопления ограждающими дамбами и занята речным портом. Река отводится по канализированному руслу к расположенным выше бывшего устья городским очистным сооружениям. После смешения с хозяйственно-бытовыми и промышленными стоками воды Зырянки подаются насосной станцией в Камское водохранилище через донный рассеивающий выпуск.

## Притоки
км от устья
- 6,6 км: Быгель (пр)
- Сылва (пр)
- 24 км: Легчим (пр)
- Тихая (лв)
- 32 км: Талица

## Данные водного реестра
По данным государственного водного реестра России относится к Камскому бассейновому округу, водохозяйственный участок реки — Кама от водомерного поста у села Бондюг до города Березники, речной подбассейн реки — бассейны притоков Камы до впадения Белой. Речной бассейн реки — Кама.
Код объекта в государственном водном реестре — 10010100212111100006949.